# Opéra de Los Angeles

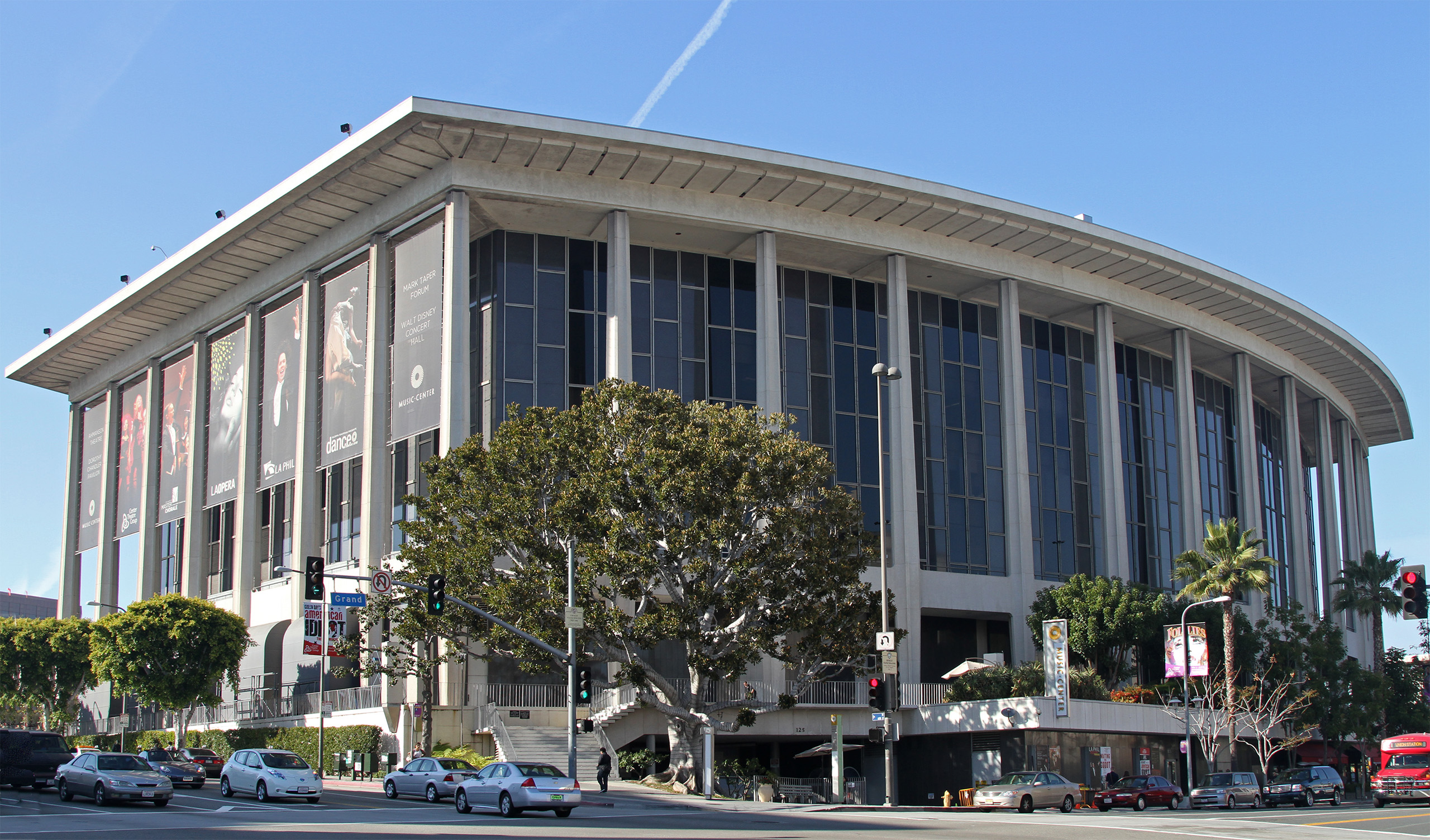
Le Dorothy Chandler Pavilion.

L'Opéra de Los Angeles (Los Angeles Opera) est une compagnie américaine d'opéra établie à Los Angeles, en Californie. En 2012, c'est la quatrième compagnie d'opéra la plus importante des États-Unis.
La compagnie est basée au Dorothy Chandler Pavilion, l'un des quatre complexes de salles de spectacle du Los Angeles Music Center.

## Histoire
Ses origines remontent à 1948, avec la création de la Los Angeles Civic Grand Opera Association. La compagnie débute officiellement le 7 octobre 1986, avec une représentation d'Otello de Verdi au Dorothy Chandler Pavilion, avec le ténor et chef d'orchestre espagnol Plácido Domingo.
Plácido Domingo dirige l'Opéra de 2003 à 2019. Il démissionne à la suite de plusieurs accusations de harcèlement sexuel.
En 2025, Domingo Hindoyan est nommé directeur musical de l'Opéra de Los Angeles à compter de la saison 2026-2027, jusqu'en 2030-2031, pour succéder à James Conlon, qui occupait le poste depuis 2006,.